# 李彰
李彰（510年—531年），字子焕，河南洛阳（今河南省洛阳市东）人，祖籍陇西狄道（今甘肃临洮县），出自陇西李氏仆射房，是北魏司空、清渊文穆公李冲的孙子，北魏使持节、侍中、太傅、录尚书事、东道大行台、都督、青州刺史、濮阳孝懿公李延寔的幼子，李彧、李彬的弟弟。
李彰在北魏官至通直散騎侍郎，建明二年（531年）十二月，尔朱兆带兵进入洛阳囚禁了魏孝庄帝元子攸，李彰与父亲李延寔同时在青州的馆舍被杀害，虚岁二十二，北魏朝廷赠予左将军、瀛州刺史。太昌元年岁次壬子九月壬辰朔廿九日庚申（532年11月12日），李彰下葬于石人亭大道北侧，覆舟山南面的李冲之墓附近，其墓志于光绪年间在洛阳城东北四十里省庄村南三里处出土。

## 家族
- 陇西李氏世系图